# 旧上海特別市政府庁舎

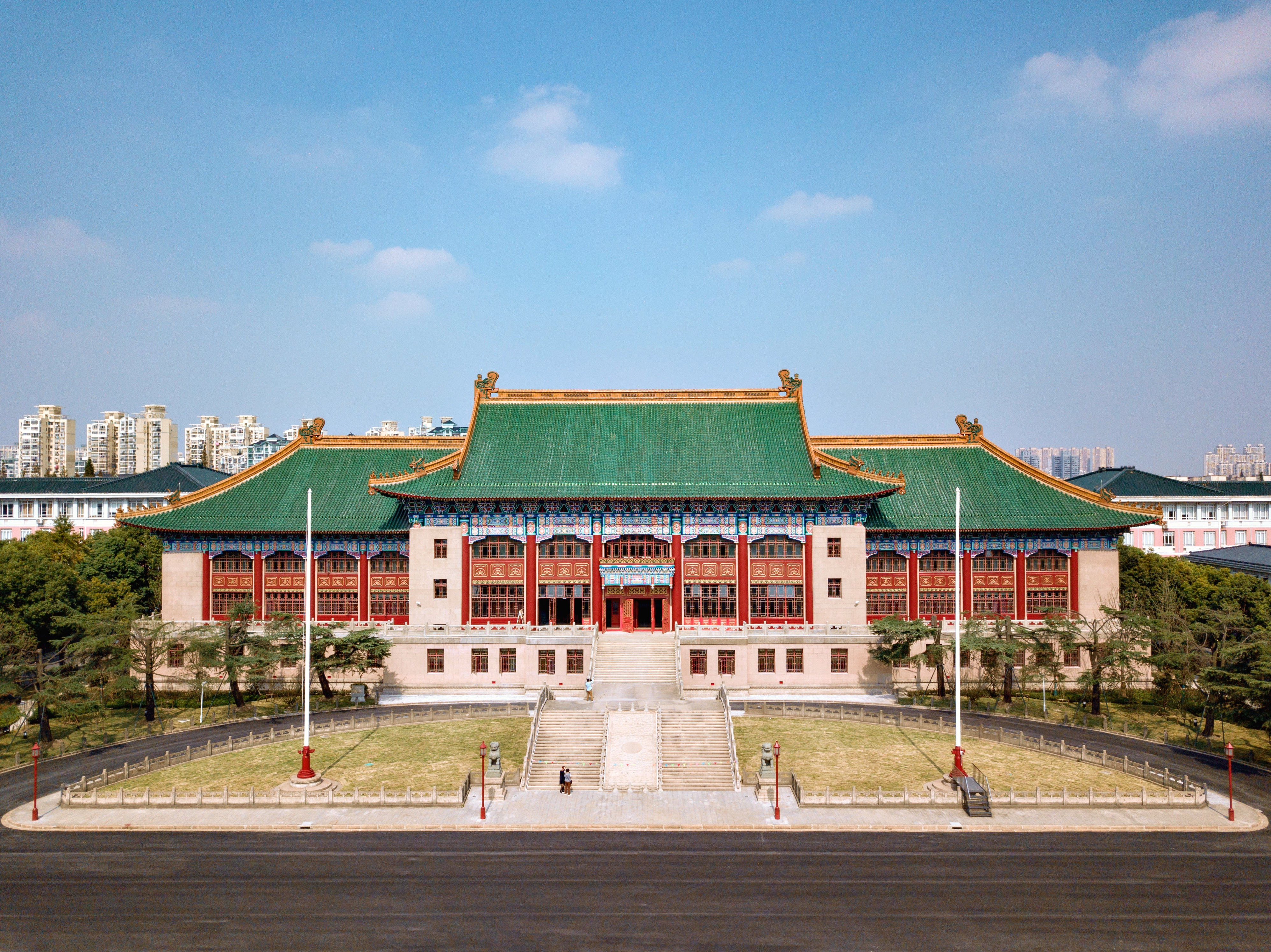
旧上海特別市政府庁舎

旧上海特別市政府庁舎（きゅうしゃんはいとくべつしちょうしゃ）は、中華民国上海市の庁舎だった。この建築は1933年10月10日に竣工した。現在は上海体育大学のビルとして利用され、2017年から2019年までに修復し、一般公開している。
旧上海特別市政府庁舎は大上海計画のシンボルマークであり、デザイン案は公募コンペで決定した。1931年6月に起工したが、竣工直前の1932年1月に第一次上海事変が勃発したため、工事が中断していた。停戦後、工事は1932年7月に再開し、1933年10月10日に竣工した。